# Barbara Jelić
Barbara Jelić-Ružić (Novo Mesto, 8 de maio de 1977) é uma ex-jogadora de voleibol crota, considerada por fãs e pela crítica especializada como uma das melhores ponteiras de todos os tempos.[carece de fontes?]

## Biografia
Jelić nasceu em Novo Mesto filha de pai croata Ivica  mãe eslovena Margareta, ambos ex-jogadores de vôlei.
Jelić levou à seleção croata a ser três vezes medalha de prata no Campeonato Europeu, a impressionante 6ª colocação no Campeonato Mundial de 1998 e a 7ª posição nas Voleibol nos Jogos Olímpicos de Verão de 2000, onde foi eleita a MVP.
Barbara foi a primeira pessoa na história do vôlei a marcar mais de 50 pontos em uma partida.[carece de fontes?] Ela marcou 53 pontos contra a seleção italiana, na semi final do Campeonato Europeu de 1999, onde sua equipe saiu vencedora por 3-2. Sua marca durou 13 anos quando fora superada por Bethania de la Cruz.
Em 2001, se casou com o jogador de basquete Tomislav Ružić, com quem tem uma filha. A família reside atualmente na cidade croata Zadar.
A jogadora se aposentou das quadras em 2005, aos 27 anos.

## Clubes
| Clube            | País    | Ano       |
| Denso Airybees   | Japão   | 1994-1999 |
| Er Volley Napoli | Itália  | 1999-2000 |
| Edison Modena    | Itália  | 2000-2001 |
| Eczacıbaşı       | Turquia | 2003-2004 |